# آگوست اوبرهاوزر
آگوست اوبرهاوزر (به آلمانی: August Oberhauser) (زاده ۴ مارس ۱۸۹۵ - درگذشته نامشخص) بازیکن فوتبال اهل سوئیس بود.
وی به همراه تیم ملی فوتبال سوئیس مدال نقره مسابقات فوتبال در بازی‌های المپیک تابستانی ۱۹۲۴ را کسب کرده است.